# Receptor sličan D1 receptoru
Receptori slični D1 receptorima su potfamilija dopaminskih receptora koji vezuju endogeni neurotransmiter dopamin. D1-slična potfamilija se sastoji od dva G protein spregnuta receptora koji su spregnuti sa  i posreduju ekscitatornu neurotransmisiju. Ona obuhvata D1 i D5 receptor.